# ﭺ
La che (en persa چِه) es una letra del alfabeto persa, adaptada de la ج del alfabeto árabe. Representa el mismo sonido que la Ch española, una africada postalveolar sorda, /t͡ʃ/, que no existe en el árabe estándar. Además del persa, se usa en urdu, pastún y otros lenguas indoeuropeas, y se usó en el turco otomano.